# 山口鉄也
山口 鉄也（やまぐち てつや、1983年11月11日 - ）は、神奈川県横浜市神奈川区出身の元プロ野球選手（投手、左投左打）、プロ野球コーチ。
現役時代は読売ジャイアンツに所属し、セントラル・リーグ新人王を受賞。NPB最多タイ記録となる最優秀中継ぎ投手を3回獲得している。2014年にNPB史上初となる200ホールドを達成。2008年から2016年までの9年連続60登板はプロ野球記録であり、この9年で5度のリーグ優勝、2度の日本シリーズ優勝に貢献した。

## 経歴

### 中高時代
横浜市立池上小学校1年時に少年野球を始める。横浜市立菅田中学校では軟式野球部に所属。3年時にはエースとして全日本少年軟式野球大会ベスト4進出。
横浜商業高校3年夏にはエースとして全国高等学校野球選手権神奈川大会ベスト8に進出。高校卒業後は国士舘大学に進学する意向だったが、アリゾナ・ダイヤモンドバックスのスカウトから誘いを受け、入団テストに合格しマイナー契約を結んだ。

### ダイヤモンドバックス傘下時代
2002年から2005年まで、ダイヤモンドバックス傘下ルーキー級ミズーラ・オスプレイで4年間プレーしたが、シングルAにすら一度も昇格できなかったため帰国を決意。マイナーリーグでの通算成績は、49試合に登板して、7勝13敗、防御率4.98。

### 巨人時代
2005年に日本に帰国後、知人を通じて横浜ベイスターズの編成を務めていた亀井進と出会い、10月に横浜の入団テストを受けたものの不合格。しかし、山口は絶対にプロに入るべき素材だと確信していた亀井は、自身の所属と縁がないながらも東北楽天ゴールデンイーグルスや読売ジャイアンツの入団テストの受験を山口に勧め、最後に受けた巨人の入団テストで合格。同年に初めて開催された育成選手ドラフトでの指名を経て巨人に育成選手として入団した。
2006年はイースタン・リーグで25試合に登板、防御率1.61の成績を残した。また、投球フォームのテコ入れを行い、投げ込みをしたら球速がアップしたという。
2007年に二軍で5試合に登板し無失点と好投を続け、4月23日に支配下登録。29日に一軍初登板、1回無失点に抑えた。巨人で育成選手から支配下選手登録された選手は松本哲也に次いで2人目であり、松本はこの時点では出場していなかった為、巨人における育成枠での入団選手として初の一軍公式戦出場選手となった。5月9日の阪神タイガース戦に4番手として登板し初勝利。育成枠出身選手で初の勝利投手になった。試合後のヒーローインタビューでは、殊勲打を放った二岡智宏に「ありがとうございます」と感謝を述べた。その後も林昌範の故障で空いた左の中継ぎを一人で担うなど孤軍奮闘し、防御率3.91と安定した投球とは言えなかったが32試合に登板した。クライマックスシリーズ第2ステージでは第2戦に登板。西村健太朗の後を受け7回1死から登板し、2/3を無失点だったものの谷繁元信に適時打を打たれ西村の出したランナーを返した。
2008年は尾花高夫投手コーチから左のセットアッパーとして期待をかけられ、春季キャンプでフォーム改造に取り組む。自身初の開幕一軍入りを果たすと、シーズン序盤から先発陣が苦戦する中、越智大祐や西村健太朗とともにブルペンを支える。9月12日のヤクルト戦で巨人史上初となる全て中継ぎ登板での2桁勝利を達成。最終的に67試合に登板して11勝を挙げ、13ゲーム差を逆転してのリーグ優勝に貢献。中日とのクライマックスシリーズ第3戦ではリリーフで3イニングを投げ、西武との日本シリーズでも3試合に登板し、最後までフル回転でチームを支えた。オフには育成選手枠出身選手として初の新人王を受賞した。
2009年は開幕前の3月に開催された第2回ワールド・ベースボール・クラシック(WBC)の日本代表に選出された。育成出身選手が選出されるのは山口が初である。中継ぎとして4試合に登板して無失点に抑え、日本の2大会連続2度目の優勝に貢献した。
シーズンでは、前年同様に中継ぎとして登板を重ね、6連投も経験。オールスターゲームでファン投票でセ・リーグ中継ぎ部門1位となり、育成枠出身選手初の球宴出場。また、7月4日の中日戦で敗戦投手となるまで前年からの14連勝および83試合連続で登板時の不敗神話を維持。球団記録を更新するチーム最多の73試合に登板し、9勝1敗4セーブ・防御率1.27・44ホールドポイントを挙げ、最優秀中継ぎ投手を獲得。オフの契約更改では、育成枠出身選手初の年俸1億円でサインした。
2010年は原辰徳監督により先発投手に転向。4月3日の広島東洋カープ戦でプロ初先発を果たす。4月10日の中日ドラゴンズ戦では8回途中3失点の好投で先発としてプロ初勝利を挙げた。しかしこの試合後、抑えのマーク・クルーンの離脱にともないリリーフへ再転向。当初は負傷者が戻るまでの期間限定の予定だったが、結局シーズンを通して中継ぎで投げ続けた。オフシーズンからずっと先発として調整してきたことによる調整不足もあって、被本塁打が前年の1から10へと激増するなど復帰当初は苦しんだが、6月以降の防御率は1点台と徐々に復調。序盤戦の不振が響き、防御率は前年から2点近く悪化したものの、最終的に前年と同じ73試合に登板し、チームのブルペンを支えた。
2011年はクルーンの退団と代わって抑え候補だった新外国人ジョナサン・アルバラデホと越智の不振もあり、開幕から抑えとして起用されるものの、4月19日の阪神戦で救援に失敗し、直後の23日に左胸の張りで登録抹消される。復帰後はセットアッパーとして起用されることで安定感を取り戻した。10月22日の最終戦にも登板して4年連続の60試合以上の登板、5勝1敗2セーブ、防御率1.75、チームトップの25ホールドと好成績を収めた。
2012年は久保裕也が右肘靭帯再建手術、越智大祐が黄色靭帯骨化症で離脱する中、開幕から無失点を続け、6月3日のオリックス・バファローズ戦で1998年に佐々木主浩が記録した開幕24試合連続無失点のセ・リーグ記録に並んだ。佐々木からは祝福メッセージと共に「記録を更新して欲しい」とエールを送られていたが、6月5日の福岡ソフトバンクホークス戦で明石健志にソロ本塁打を打たれ、記録更新はならなかった。なお、この本塁打は同年における明石唯一の本塁打であり山口唯一の被本塁打である。7月5日には4連投し、村田修一が川口和久投手総合コーチに「休ませてください」と直訴するなど周囲を心配させるも、その後も安定した投球を続け、7月には育成枠出身選手として初の月間MVPを受賞した。8月30日の対中日戦での登板で、史上初となる5年連続60試合登板を達成した。オールスター明けに抑えのマシソンが離脱したことで西村健太朗が抑えを務め、8回・山口、9回・西村と継投で逃げ切る必勝パターンを築く。2人の平均防御率は0.99と抜群の安定感を保った。最終的にはリーグトップの72試合登板・44ホールドを記録。75回3分の1を投げて無失点試合65、1登板最多失点は1、防御率は0.84と驚異的な記録を樹立し、3年ぶりの最優秀中継ぎ投手を獲得した。北海道日本ハムファイターズとの日本シリーズでは第6戦の9回に登板、1イニングを無失点に抑え、胴上げ投手となった。『週刊ベースボール』の「2012年度ベストナイン」ではベスト中継ぎに選ばれた他、豊田泰光から「巨人の試合で山口、西村の8、9回だけは見応えがあった」「山口は影のMVP」と絶賛された。
オフの契約更改では、入団時の年俸240万円から100倍の2億4000万円となった。
また12月4日に第3回WBC日本代表候補選手34人が発表され候補入りした。
2013年2月20日に第3回WBC日本代表メンバー28人が発表され代表入りした。同大会ではチーム最多の5試合に登板した。
シーズンでは、4月20日に154ホールドを記録して、浅尾拓也を抜いて歴代単独1位となり、その際には生涯中継ぎ宣言をした。
6月5日の対日本ハム戦で史上初の通算200ホールドポイント、さらに160ホールドと記録を更新した。この年は自身が持つ記録をさらに更新する6年連続60試合登板をクリアし、42ホールドポイント（4勝38ホールド）で自身3度目の最優秀中継ぎ投手のタイトルを、同僚のスコット・マシソンと分け合った。しかしその一方で、約2年ぶりとなる1試合3失点を2度記録し、敗戦数（3敗）と与四球数（17）は自己ワースト・ワーストタイであった。
2014年はシーズン前の体調不良から調整が遅れ、開幕から不調が続いたが5月からは復調し、5月の成績は防御率0.00・2勝1セーブを記録。6月6日の交流戦・西武ライオンズ戦でプロ野球史上初の偉業となる通算200ホールドを達成し、連盟表彰を受けることが決まった（山口がきっかけとなって、200ホールドにも表彰規定ができた）。しかし、阪神とのクライマックスシリーズでは第3戦の7回に登板するもマウロ・ゴメスに勝ち越しの2点適時打を打たれそのまま敗れた。チームは翌日も敗れＣＳ敗退となった。シーズンオフの契約更改では、現状維持の推定年俸3億2000万円で更改し、また、3年10億越えとされる複数年契約を結んだ。
2015年は接戦で打たれるなど5敗を喫したが8年連続60試合登板を達成した。
2016年は9年連続60試合登板を達成したが、60試合登板が始まった2008年以降では防御率4.88、シーズン6敗、19ホールドは自己ワースト。チームも2年連続で優勝を逃すなど、苦しいシーズンとなった。
2017年は故障や不振もあり登録抹消が重なり18試合の登板にとどまり、連続60試合登板が途切れた。
2018年は左肩の故障などもあり、育成登録だった2006年以来となる一軍登板なしに終わり、二軍でも防御率4.96と不本意な成績だった。10月5日に現役引退を表明し、記者会見ではやり切ったと完全燃焼の言葉や、コーチ、かつて師事した工藤公康、先輩の阿部らに感謝の言葉を述べた。引退会見終了後には、坂本勇人、内海哲也、長野久義ら辛苦を共にしたチームメイトに加え、また既に引退表明していた杉内俊哉と村田もサプライズ登場した。10月31日に任意引退選手公示された。

### 引退後
2019年1月1日、ジャイアンツアカデミーのコーチに就任した。
2020年は読売ジャイアンツの三軍投手コーチを務めた。
2021年からは二軍投手コーチとなったが、7月19日に一軍投手コーチに配置換えとなった。
2024年からは二軍投手チーフコーチに配置転換された。また育成ドラフト選手で初めて野球殿堂入り候補に追加された。

## 選手としての特徴

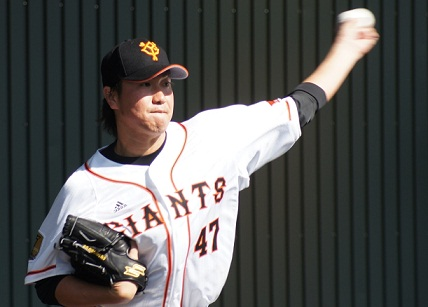
2013年

リーチの長い腕とサイド気味のスリークォーターから投げる平均球速約144km/h、最速153km/hの直球とカットボール、ツーシーム、スライダー、チェンジアップを武器とする左腕。過去にはカーブやフォークの習得を試みている。また怪我が少なく、日本記録となる9年連続60試合以上登板を果たした鉄腕も武器であり、リリーフ投手において必要な能力を高いレベルで備えている。
打者から球の出所が見にくいと言われるフォームで内角を突く一方、通算与四球率2.00と制球力も高い。森繁和は「右打者の内角に食い込むスライダーは、岩瀬仁紀より上」と絶賛している。

## 人物・エピソード
- 愛称は 「ぐっさん」[40]。
- 入団テストを受験する際、投手力の弱いチームを狙って子供の頃にファンだった横浜ベイスターズと、2005年に発足したばかりの東北楽天ゴールデンイーグルスを選んで受験したものの、いずれも不合格となった。しかし山口は、「どうせなら最後は強いところを受けよう」と“記念受験”感覚で巨人の入団テストを受験したところ、当時二軍監督だった吉村禎章が「スライダーを伸ばせば一軍の左の中継ぎとして使える」と原辰徳に推薦したことが決め手となり、合格して[41]育成契約となった。しかし清武英利によれば、山口を育成枠での獲得するよう進言したのは、入団テストで山口が投じたチェンジアップに可能性を感じた小谷正勝とのこと[42]で、小谷自身も同趣旨の発言をしている[43]。また、横浜の入団テストを受けた当日は佐々木主浩が取材で偶然訪れており、山口の素質を見抜いた佐々木が球団フロントに獲得を勧めたものの、見送られた[44]。
- スポーツ報知にて、2005年ドラフトの同期入団で2008年に揃って飛躍し、プライベートでも仲が良い越智大祐とのコンビ名を募集され、「風神雷神」が採用された。
- 2012年頃から2014年にかけてスコット・マシソンの後を投げ、西村健太朗へつなぐ勝利の方程式を築き、ネットを中心に「スコット鉄太朗」と呼ばれたが、あまり一般には浸透しなかった[45]。
- マイク・シュルツとは山口がアメリカ・ルーキーリーグ時代に面識があり、2008年に6年ぶりに再会した。同じくジェイミー・デントナとも面識があり、2009年に再会。両者とも試合前の練習中に談笑する姿が目撃されている。
- 工藤公康を尊敬しており、2006年オフには工藤のアリゾナ自主トレに帯同し、プロとしての私生活やトレーニングの大切さを一から指導を受け、才能を開花させるきっかけをつかんだ。その後工藤が横浜へ移籍したことから、2008年からは工藤が背負っていた背番号47を背負っている。
- 2015年12月7日、ランドセルを寄付する活動を行う京都市内の児童養護施設を訪問し、質問コーナーで「メジャーに興味がありますか」と児童から質問され「興味はありません。僕は生涯ジャイアンツで頑張ります」と即答した。なお、山口自身も闘病中の子どもを支援する活動などを積極的に行っている[46]。

## 詳細情報

### 年度別投手成績
| 年 度      | 球 団      | 登 板 | 先 発 | 完 投 | 完 封 | 無 四 球 | 勝 利 | 敗 戦 | セ 丨 ブ | ホ 丨 ル ド | 勝 率 | 打 者 | 投 球 回 | 被 安 打 | 被 本 塁 打 | 与 四 球 | 敬 遠 | 与 死 球 | 奪 三 振 | 暴 投 | ボ 丨 ク | 失 点 | 自 責 点 | 防 御 率 | W H I P |
| ---------- | ---------- | ----- | ----- | ----- | ----- | -------- | ----- | ----- | -------- | ----------- | ----- | ----- | -------- | -------- | ----------- | -------- | ----- | -------- | -------- | ----- | -------- | ----- | -------- | -------- | ------- |
| 2007       | 巨人       | 32    | 0     | 0     | 0     | 0        | 2     | 0     | 0        | 2           | 1.000 | 114   | 25.1     | 24       | 2           | 15       | 2     | 2        | 21       | 3     | 1        | 14    | 11       | 3.91     | 1.54    |
| 2008       | 巨人       | 67    | 0     | 0     | 0     | 0        | 11    | 2     | 2        | 23          | .846  | 293   | 73.2     | 61       | 3           | 12       | 1     | 3        | 69       | 4     | 0        | 20    | 19       | 2.32     | 0.99    |
| 2009       | 巨人       | 73    | 0     | 0     | 0     | 0        | 9     | 1     | 4        | 35          | .900  | 292   | 78.0     | 53       | 1           | 14       | 1     | 5        | 62       | 3     | 0        | 12    | 11       | 1.27     | 0.86    |
| 2010       | 巨人       | 73    | 2     | 0     | 0     | 0        | 8     | 3     | 5        | 20          | .727  | 364   | 88.2     | 80       | 10          | 16       | 1     | 8        | 85       | 6     | 0        | 33    | 30       | 3.05     | 1.08    |
| 2011       | 巨人       | 60    | 0     | 0     | 0     | 0        | 5     | 1     | 2        | 25          | .833  | 239   | 61.2     | 45       | 2           | 16       | 0     | 3        | 38       | 4     | 0        | 12    | 12       | 1.75     | 0.99    |
| 2012       | 巨人       | 72    | 0     | 0     | 0     | 0        | 3     | 2     | 5        | 44          | .600  | 277   | 75.1     | 47       | 1           | 7        | 2     | 3        | 68       | 2     | 0        | 7     | 7        | 0.84     | 0.72    |
| 2013       | 巨人       | 64    | 0     | 0     | 0     | 0        | 4     | 3     | 6        | 38          | .571  | 262   | 66.2     | 47       | 1           | 17       | 2     | 2        | 55       | 3     | 0        | 12    | 9        | 1.22     | 0.96    |
| 2014       | 巨人       | 60    | 0     | 0     | 0     | 0        | 4     | 3     | 2        | 35          | .571  | 246   | 56.1     | 61       | 1           | 20       | 3     | 6        | 42       | 1     | 1        | 19    | 19       | 3.04     | 1.44    |
| 2015       | 巨人       | 60    | 0     | 0     | 0     | 0        | 4     | 5     | 2        | 29          | .444  | 216   | 52.2     | 48       | 5           | 15       | 2     | 2        | 31       | 2     | 0        | 18    | 16       | 2.73     | 1.20    |
| 2016       | 巨人       | 63    | 0     | 0     | 0     | 0        | 1     | 6     | 1        | 19          | .143  | 204   | 48.0     | 48       | 6           | 12       | 0     | 2        | 28       | 1     | 0        | 30    | 26       | 4.88     | 1.25    |
| 2017       | 巨人       | 18    | 0     | 0     | 0     | 0        | 1     | 1     | 0        | 3           | .500  | 62    | 13.1     | 14       | 1           | 8        | 0     | 0        | 10       | 0     | 0        | 6     | 6        | 4.05     | 1.65    |
| 通算：11年 | 通算：11年 | 642   | 2     | 0     | 0     | 0        | 52    | 27    | 29       | 273         | .658  | 2569  | 639.2    | 528      | 33          | 152      | 14    | 36       | 509      | 29    | 2        | 183   | 166      | 2.34     | 1.06    |

### WBCでの投手成績
| 年 度 | 代 表 | 登 板 | 先 発 | 勝 利 | 敗 戦 | セ ｜ ブ | 打 者 | 投 球 回 | 被 安 打 | 被 本 塁 打 | 与 四 球 | 敬 遠 | 与 死 球 | 奪 三 振 | 暴 投 | ボ ｜ ク | 失 点 | 自 責 点 | 防 御 率 |
| ----- | ----- | ----- | ----- | ----- | ----- | -------- | ----- | -------- | -------- | ----------- | -------- | ----- | -------- | -------- | ----- | -------- | ----- | -------- | -------- |
| 2009  | 日本  | 4     | 0     | 0     | 0     | 0        | 6     | 2.0      | 1        | 0           | 1        | 0     | 0        | 0        | 0     | 0        | 0     | 0        | 0.00     |
| 2013  | 日本  | 5     | 0     | 0     | 0     | 0        | 19    | 4.1      | 5        | 0           | 1        | 0     | 0        | 6        | 2     | 0        | 5     | 5        | 10.38    |

### 年度別守備成績
| 年 度 | 球 団 | 投手  | 投手  | 投手  | 投手  | 投手  | 投手     |
| 年 度 | 球 団 | 試 合 | 刺 殺 | 補 殺 | 失 策 | 併 殺 | 守 備 率 |
| ----- | ----- | ----- | ----- | ----- | ----- | ----- | -------- |
| 2007  | 巨人  | 32    | 0     | 2     | 1     | 0     | .667     |
| 2008  | 巨人  | 67    | 5     | 16    | 0     | 1     | 1.000    |
| 2009  | 巨人  | 73    | 8     | 15    | 2     | 1     | .920     |
| 2010  | 巨人  | 73    | 5     | 20    | 1     | 1     | .962     |
| 2011  | 巨人  | 60    | 9     | 25    | 0     | 2     | 1.000    |
| 2012  | 巨人  | 72    | 6     | 16    | 0     | 1     | 1.000    |
| 2013  | 巨人  | 64    | 4     | 17    | 1     | 1     | .955     |
| 2014  | 巨人  | 60    | 4     | 11    | 1     | 0     | .938     |
| 2015  | 巨人  | 60    | 0     | 11    | 1     | 0     | .917     |
| 2016  | 巨人  | 63    | 3     | 11    | 0     | 0     | 1.000    |
| 2017  | 巨人  | 18    | 1     | 2     | 0     | 0     | 1.000    |
| 通算  | 通算  | 642   | 45    | 146   | 7     | 7     | .965     |

### タイトル
- 最優秀中継ぎ投手：3回（2009年、2012年、2013年）※2年連続は最長タイ記録[注 2]

### 表彰
- 新人王（2008年）
- セ・リーグ連盟特別表彰：1回（功労賞：2018年）
- 2008ゴールデン・ルーキー賞（2008年）
- 東京ドームMVP特別賞：2回（2008年、2012年）
- 月間MVP：1回（2012年7月）
- 「ジョージア魂」賞：1回（2012年度第4回）
- 日本プロスポーツ大賞 新人賞：1回（2008年）[47]
- ヤナセ・ジャイアンツMVP賞：1回（2009年）[48]

### 記録
初記録
投手記録
- 初登板：2007年4月29日、対東京ヤクルトスワローズ5回戦（明治神宮野球場）、8回裏に3番手で救援登板・完了、1回無失点
- 初勝利：2007年5月9日、対阪神タイガース8回戦（阪神甲子園球場）、8回裏に4番手で救援登板、1回無失点
- 初奪三振：同上、8回裏に鳥谷敬から空振り三振
- 初ホールド：2007年8月29日、対東京ヤクルトスワローズ20回戦（札幌ドーム）、8回表一死に2番手で救援登板、1/3回無失点
- 初セーブ：2008年4月22日、対横浜ベイスターズ3回戦（宇都宮清原球場）、8回表二死に3番手で救援登板・完了、1回1/3を無失点
- 初先発：2010年4月3日、対広島東洋カープ2回戦（MAZDA Zoom-Zoom スタジアム広島）、3回1/3を4失点で勝敗つかず
- 初先発勝利：2010年4月10日、対中日ドラゴンズ2回戦（東京ドーム）、7回2/3を3失点

打撃記録
- 初安打：2008年10月8日、対阪神タイガース24回戦（東京ドーム）、7回裏にスコット・アッチソンから左前安打

節目の記録
- 100ホールド：2011年9月6日、対中日ドラゴンズ13回戦（ナゴヤドーム）、8回裏に4番手で救援登板、1回無失点
- 200ホールド：2014年6月6日、対埼玉西武ライオンズ3回戦（東京ドーム）、9回表一死に2番手で救援登板、1回1/3を無失点 ※NPB史上初[注 3]
- 500試合登板：2014年9月24日、対中日ドラゴンズ23回戦（ナゴヤドーム）、7回裏に2番手で救援登板、1回1失点 ※史上94人目
- 250ホールド：2015年9月26日、対東京ヤクルトスワローズ23回戦（東京ドーム）、7回表に3番手で救援登板、1回無失点 ※NPB史上初
- 600試合登板：2016年7月22日、対横浜DeNAベイスターズ15回戦（横浜スタジアム）、12回裏に5番手で救援登板、1/3回1失点 ※史上38人目

その他の記録
- 9年連続60試合登板（2008年 - 2016年）※NPB記録
- 日本シリーズ通算ホールド：7 ※リバン・モイネロと並び歴代1位タイ
- クライマックスシリーズ通算登板試合：24 ※歴代1位
- クライマックスシリーズ通算ホールド：8 ※歴代1位
- オールスターゲーム出場：5回（2009年、2012年 - 2015年）

### 背番号
- 102（2006年 - 2007年途中、2020年）
- 99（2007年途中 - 同年終了）
- 47（2008年 - 2018年）
  - 39（2009年WBC）
- 91（2019年秋季キャンプ）
- 71（2021年 - ）

### 代表歴
- 2009 ワールド・ベースボール・クラシック日本代表
- 2013 ワールド・ベースボール・クラシック日本代表

### 登場曲
- 「BRING IT ON」Fire Ball（2008年）
- 「SUPERSTAR」Fire Ball（2009年 - 2010年）
- 「CHANGE」CHEHON（2010年）
- 「狼煙 〜Ready To Go〜 (山口鉄也ver.)」Fire Ball（2010年 - 2018年）

## 関連情報

### 書籍
- 山口鉄也メッセージBOOK -鋼の心-（廣済堂出版、2013年5月 ISBN 9784331517314）
- ただジャイアンツのために 非エリートからの栄光&チーム論・8回の抑え方（廣済堂出版、2019年6月 ISBN 9784331522318）

### 山口鉄也を演じた俳優
- 大坂俊介（『ルビコンの決断』／テレビ東京 2009年10月29日放送）